# Helge Mortensen
Helge Mortensen (ur. 9 maja 1941 we Fraugde) – duński polityk, parlamentarzysta, w latach 1993–1994 minister.

## Życiorys
Do 1955 kształcił się w Stenstrup Friskole, później pracował jako robotnik rolny, portier, monter telefonów i nauczyciel. Działacz partii Socialdemokraterne i jej młodzieżówki DSU. Przewodniczył radzie młodzieży w Vejle (1968–1972), był też członkiem władz gminy Vejle, odpowiadając za rekreację (1970–1974). Przewodniczył regionalnemu związkowi telekomunikacyjnemu, był przedstawicielem pracowników w zarządzie przedsiębiorstwa Jydsk Telefon.
W latach 1984–2005 sprawował mandat posła do Folketingetu. Wchodził w skład pierwszego rządu Poula Nyrupa Rasmussena jako minister ds. ruchu drogowego (od stycznia 1993 do stycznia 1994) oraz minister komunikacji i turystyki (od stycznia do września 1994). Po odejściu z parlamentu zasiadał w radzie miasta Esbjerg.
Ojciec polityka Kima Mortensena.